# Rue Évariste-Luminais
La rue Évariste-Luminais est une voie de Nantes, en France.

## Situation et accès
Située dans le centre-ville de Nantes, la rue Évariste-Luminais, qui relie la rue Arsène-Leloup à la place Beaumanoir, est bitumée et ouverte à la circulation automobile. Elle ne rencontre aucune autre voie.
À l'extrémité ouest de la rue, la Chézine passe dans un canal souterrain qui la conduit vers la Loire.

## Origine du nom
Elle rend honneur du peintre nantais Évariste-Vital Luminais

## Historique
La rue est une portion d'une voie projetée en 1832, qui devait primitivement, partir de la place de la Monnaie, couper la rue de la Rosière-d'Artois, pour aboutir place Catinat à l'aide d'un pont établi sur la Chézine, puis « place de Launay » (aujourd'hui place Général-Mellinet). Le projet n'a été que partiellement réalisé, mais la rue Évariste-Luminais a longtemps conservé le même nom (« rue Beaumanoir ») que la rue Montesquieu, qui faisait partie du même projet.
La voie a été dénommée par délibération du conseil municipal du 9 juillet 1896.

## Bâtiments remarquables et lieux de mémoire

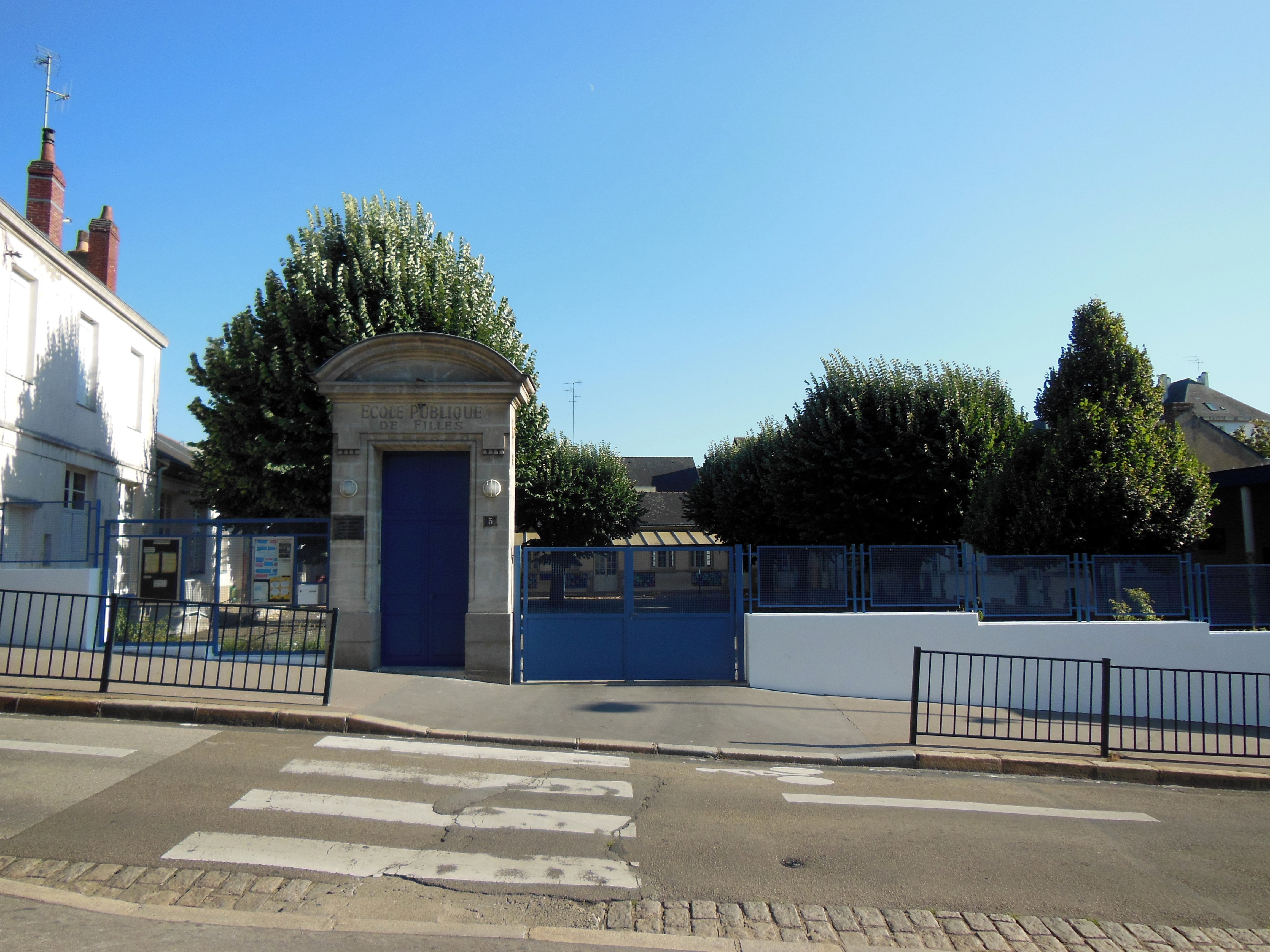
Ecole André Lermite
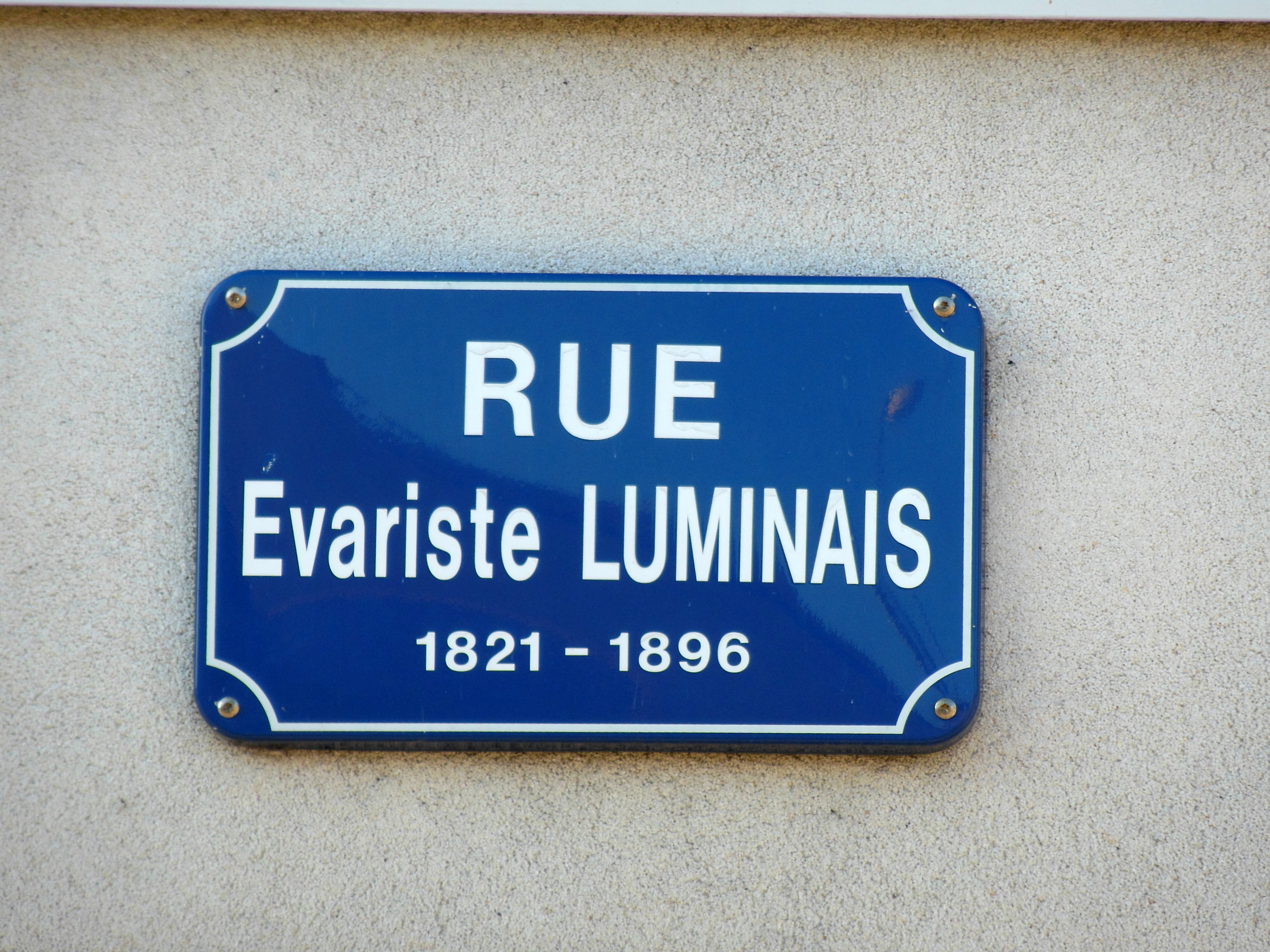
Panneau